# Tapiaïta
La tapiaïta és un mineral de la classe dels fosfats. Rep el nom en honor del col·leccionista de minerals xilè Enrique Tapia (1955-2008).

## Característiques
La tapiaïta és un arsenat de fórmula química Ca₅Al₂(AsO₄)₄(OH)₄·12H₂O. Va ser aprovada com a espècie vàlida per l'Associació Mineralògica Internacional l'any 2014. Cristal·litza en el sistema monoclínic. La seva duresa a l'escala de Mohs es troba entre 2 i 3.
Les mostres que van servir per a determinar l'espècie, el que es coneix com a material tipus, es troben conservades a les col·leccions mineralògiques del Museu d'Història Natural del Comtat de Los Angeles, a Los Angeles (Califòrnia) amb els números de catàleg: 63594, 64123, 64124 i 6412.

## Formació i jaciments
Va ser descoberta a Xile, concretament a la mina Jote, situada al districte miner de Pampa Larga, a Tierra Amarilla (Província de Copiapó, Regió d'Atacama), on es troba en forma de fulles, aplanades en {101¯} i allargades i estriades al llarg de [010]. Aquesta mina xilena és l'únic indret de tot el planeta on ha estat descrita aquesta espècie mineral.